# IQ (banda)
IQ é uma banda britânica de rock progressivo fundada por Mike Holmes em 1982, seguido do término da banda The Lens (1976-1981). Apesar da banda nunca ter tido sucesso comercial, construiram um legado de fãs ainda ativo. O estilo musical da banda, especialmente no início da carreira era bastante similar à era do Genesis com Peter Gabriel e Steve Hackett, devido as semelhanças no vocal e presença de palco de Peter Nicholls.

## Movimento neo-progressivo
IQ foi uma das poucas bandas britânicas durante o início da década de 1980, incluindo Marillion, Pendragon, Twelfth Night e Pallas, que continuaram com o rock progressivo das bandas da década de 1970 que ou terminaram ou mudaram seu estilo (como o Genesis e o Yes por exemplo). A mídia utilizou o termo neo-progressivo para descrever tais bandas, frequentemente acusando-as de cópias de seus antecessores.

## Integrantes

### Formação atual
- Peter Nicholls - vocal, exceto em nos álbuns Nomzamo e Are You Sitting Comfortably
- Mike Holmes - guitarra e teclado
- Martin Orford - teclado e vocal de apoio
- John Jowitt - baixo e vocal de apoio
- Andy Edwards - bateria

### Ex-integrantes
- Paul Menel (ou P. L. Menel) (1986-1990) - vocal em Nomzamo e Are You Sitting Comfortably
- Tim Esau - baixo (1981-1990)
- Paul Cook - bateria (1982-2005)
- Les 'Ledge' Marshall - baixo (1990)
- Mark Ridout - bateria (1981-1982)

### Discussão
A formação da banda permaneceu estável pelos anos. O vocalista Peter Nicholls deixou o grupo por um tempo para formar o Niadem's Ghost, tendo sido substituído por Paul (P. L.) Menel, mas retornando posteriormente. Nicholls também criou as capas de álbuns no qual aparecia. O baixista John Jowitt e o tecladista MArtin Orford também foram membros do Jadis. No início de 2005 Paul Cook deixou a banda, sendo substituído na bateria por Andy Edwards.

## Discografia

### Álbuns
- Seven Stories into Eight (1982)
- Tales from the Lush Attic (1983)
- The Wake (1985)
- Living Proof (live) (1986)
- Nine in a Pond is Here (1987)
- Nomzamo (1987)
- Are you Sitting Comfortably? (1989)
- J'ai Pollette D'arnu (1990) (lados-b e faixas ao vivo)
- Ever (1993)
- Forever Live (1993)
- Subterranea (1997)
- Seven Stories into Ninety Eight (1998) (versão original de 1982 adicionado de novas versões regravadas)
- The Lost Attic (1999) (raridades)
- Subterranea : The Concert (2000)
- The Seventh House (2000)
- Dark Matter (2004)
- Frequency (2009)
- The Road Of Bones (2014)
- Resistance (2019)

## Videografia
- Forever Live (VHS, 1996)
- Subterranea : The Concert (DVD, 2000)
- IQ20 - The Twentieth Anniversary Show (VHS 2000, DVD 2004)
- Live From London (DVD, gravado em 13 de maio de 1985 em Londres, 2005)